# シナン・ボラト
シナン・ボラト（Sinan Bolat, 1988年9月3日 - ）は、トルコ・カイセリ出身のサッカー選手。ジュピラー・プロ・リーグのKVCウェステルロー所属。ポジションはGK。トルコ代表。

## 経歴

### クラブ
幼少期にトルコのカイセリからベルギーへ移住した ボラトは、1996年にゾンホーフェンVVでのプレーがベルギー1部・KRCヘンクのスカウトの目に留まって引き抜かれる と、15歳でトップチーム昇格を果たし、2006-07シーズンのFCブリュッセル戦においてプロ初出場を飾った。ローガン・バイリーの存在から出場機会を多く得られずにいる 中でフェネルバフチェSK、トラブゾンスポルといった祖国トルコ1部のクラブから関心が寄せられていた ものの、2008年7月に契約を4年延長し、バイリーとの定位置争いを選択した。しかし、12月下旬に急遽スタンダール・リエージュと4年半契約を締結した ことでヘンクでの出場は、リーグ戦5試合となった。

#### スタンダール・リエージュ
2008年12月29日に移籍金15万ユーロでスタンダール・リエージュと4年半で合意する。加入当初はロリス・アラゴンの控えとして過ごしていたが、最終的に定位置争いに勝利しており、特に終盤に出場した7試合中5試合で無失点を達成し、KベールスホットAC戦 (4-1) とKVメヘレン戦 (3-1) での2失点しか許さない活躍を見せた。また、2009年2月26日のUEFAカップ 2008-09のSCブラガ戦でも前半を無失点でに抑えていたが、股関節の負傷によって前半終了後にアラゴンと置き換えられ、チームは1-1の引き分けとなった。同シーズン最終節のKAAヘント戦において、ブライアン・ルイスのPKを見事に防いで勝利に貢献した。これで、RSCアンデルレヒトと勝ち点が同数となり、優勝プレーオフが開催される と、敵地での第1戦を1-1の引き分けに持ち込み、5月24日の第2戦をアクセル・ヴィツェルのPKによって1-0で勝利を収め、2-1で優勝を果たすと共にUEFAチャンピオンズリーグ 2009-10出場権を得た。9試合中6試合で無失点を達成し、優勝に貢献する成功したシーズンを終了した後、マンチェスター・ユナイテッドFCとアーセナルFCからのオファーが届いたことを明かした。
2009年7月25日、2009-10シーズン開幕に先立って行われた古巣ヘンクとのベルギー・スーパーカップで2-0の無失点に抑えてタイトルを獲得 し、良い形で開幕を迎えることになった。しかし、UEFAチャンピオンズリーグ 2009-10においては苦戦を強いられており、12月9日のAZアルクマールとのグループリーグ最終戦で95分にフリーキックを頭で押し込み、1-1の引き分けに持ち込んだことで、同じく敗退決定していたAZを勝ち点で上回り、どうにか3位でUEFAヨーロッパリーグ 2009-10決勝トーナメントへ進出となった。なお、この得点によってUEFAチャンピオンズリーグ史上初オープンプレーで得点したGKとなっている。
2010年11月のクラブ・ブルッヘ戦で十字靭帯損傷による3ヶ月の離脱 となりながらも、復帰後も変わらずに正GKとして活躍を続けていたが、2012年4月22日のヘンクとのプレーオフにおいて膝を負傷する と、その後の回復が芳しくなかったため、6月に手術を受けることを選択したことで半年の離脱となった。負傷の状態にありながらも、ステップアップを望んで退団を希望 し、契約延長を拒否した ボラトに対して契約満了での放出を避けたいスタンダール側と高齢のマーク・シュワルツァーの後釜を模索していたプレミアリーグのフラムFCとの思惑が合致し、9月13日に2013年1月からの移籍でクラブ間合意となる。最終的に移籍話は頓挫し、1月からも引き続きスタンダールに滞在することが決定した が、クラブ首脳陣から起用しないとの宣言をされ、川島永嗣の存在から出場機会が無い状態となった。その困難の中、2月のサークル・ブルッヘ戦において敵地に訪れたファンから自身の支持を歌われ、支えられた ものの、シーズン一杯出場することは叶わなかった。

#### ポルト
2013年7月30日にポルトガル1部のFCポルトに5年契約で完全移籍することが決定 し、スタンダール時代の同僚スティーヴン・ドフール、エリアカン・マンガラと再会した。同2013-14シーズンを以って契約満了となるエウトンの後釜として見られていた ものの、エウトンのみならず、2番手のファビアーノの後塵を拝したため、トップチームでの出場機会は無く、ポルトガル2部のBチームで4試合の出場となった。
2014年1月にトルコ1部のカイセリスポルへ期限付き移籍となり、初出場を飾った2月1日のカスムパシャSK戦 以降、正GKとして14試合に出場した。期限満了に伴いポルトへ復帰すると、負傷したエウトンの代役としてファビアーノ、リカルド、カドゥと定位置争いを繰り広げることになった が、7月22日にトルコ1部のガラタサライSKへ期限付き移籍に出され、今度はフェルナンド・ムスレラと定位置争いをすることになった。その後もクラブ・ブルッヘ、CDナシオナル、FCアロウカと期限付き移籍を繰り返し、結局ポルトでの試合出場はなかった。

#### ロイヤル・アントワープ
2017年7月、ロイヤル・アントワープFCに移籍した。

#### ヘント
2020年8月27日、KAAヘントと2年契約を結んだ。

### 代表
U-17、U-19代表ではベルギー代表としてプレーし、UEFA U-17欧州選手権2004予選にも出場した。U-21代表からは、生まれ故郷のトルコ代表を選択 し、2008年のトゥーロン国際大会に参加。なお、全3試合未出場だった。
2009年6月1日、ファティ・テリム監督によってアゼルバイジャンとフランス戦へ向けてトルコA代表に初招集される。両試合未出場だったが、その後の2010 FIFAワールドカップ・ヨーロッパ予選とUEFA EURO 2012予選で度々招集されるようになり、2011年8月10日にトルコ・テレコム・アリーナで行われた親善試合のエストニア戦 (3-0) において初出場を飾った。それから2ヶ月後にEURO 2012予選最終戦のアゼルバイジャン戦において、フース・ヒディンク監督に先発を任されると、無失点に抑えて1-0の勝利に貢献すると共に勝ち点を争っていたベルギーがドイツに敗れたことでプレーオフ進出に成功した。クロアチアとのプレーオフ第1戦でヴォルカン・デミレルが起用されていたものの、0-3で敗北しており、第2戦は勝利が必須条件となっていた。そして、アゼルバイジャン戦に続く重要な場面を任されたボラトは、起用に応えて無失点に抑えたが、攻撃陣が振るわずに0-0の引き分けで本大会進出を逃した。

## タイトル

### クラブ
スタンダール
- ジュピラー・プロ・リーグ : 2008-09
- ベルギーカップ : 2010-11
- ベルギー・スーパーカップ : 2009

 ポルト
- スーペルタッサ・カンディド・デ・オリベイラ : 2013

 ガラタサライ
- スュペル・リグ : 2014-15
- テュルキエ・クパス : 2014-15

 クラブ・ブルッヘ
- ジュピラー・プロ・リーグ : 2015-16

 ヘント
- ベルギーカップ : 2021-22